# Phyllophaga howdeniana
Phyllophaga howdeniana är en skalbaggsart som beskrevs av Moron 1992. Phyllophaga howdeniana ingår i släktet Phyllophaga och familjen Melolonthidae. Inga underarter finns listade i Catalogue of Life.